# Abito da sposa della principessa Maria di Teck

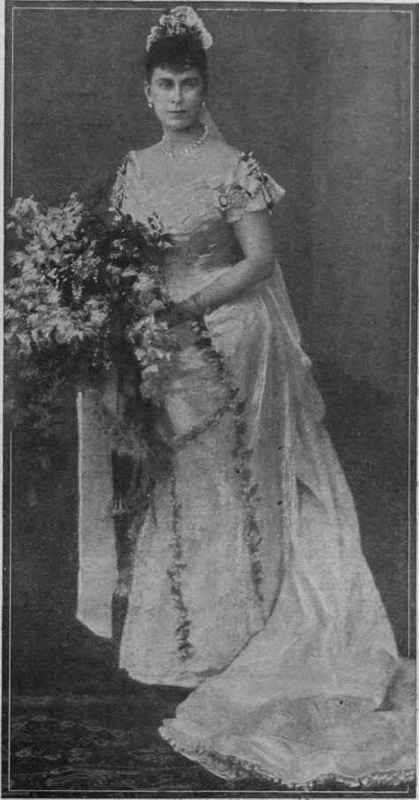
L'abito da sposa di Maria di Teck il giorno del suo matrimonio

L'abito da sposa della principessa Maria di Teck fu il vestito indossato al matrimonio dalla futura regina Maria, l'allora principessa Vittoria Maria di Teck, al suo matrimonio col principe Giorgio, duca di York, poi re Giorgio V (1910–1936) il 6 luglio 1893 alla Chapel Royal, del St. James's Palace, Londra. Il vestito appartiene oggi alla Royal Collection ed è parte della collezione reale di abiti da sposa esposta a Kensington Palace a Londra.

## Storia

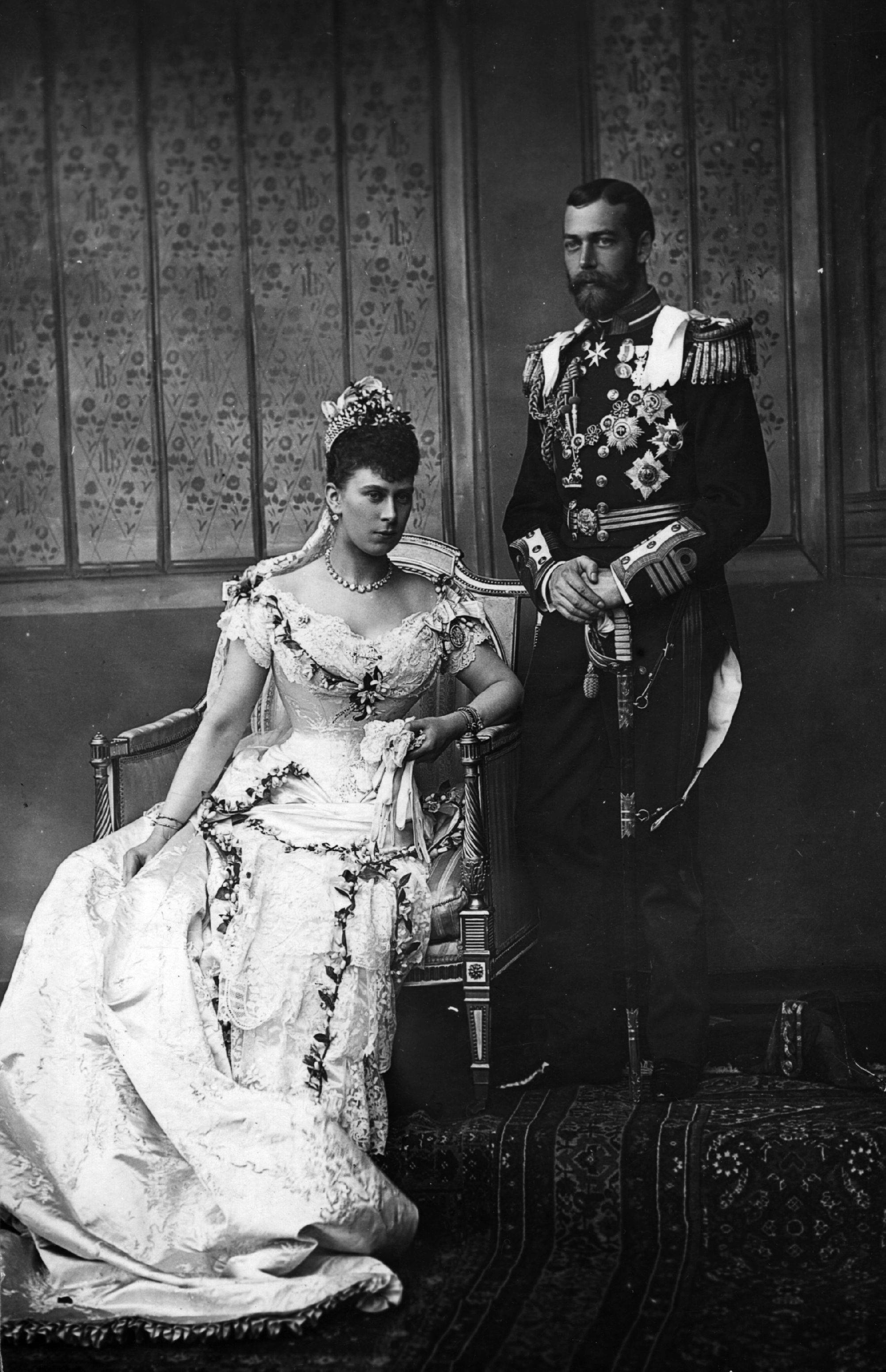
Maria di Teck al suo matrimonio col principe Giorgio, duca di York

Nel 1891, la madre della sposa, la principessa Maria Adelaide, Duchessa di Teck aveva dichiarato che il vestito della sposa e delle dame d'onore sarebbe stato realizzato interamente in Inghilterra. Questo era reso possibile dal fatto che la duchessa di Teck era presidente della Ladies' National Silk Association ed evidentemente incoraggiò la figlia a indossare seta di origini inglesi. All'annuncio del fidanzamento della principessa Maria, Arthur Silver venne incaricato di disegnare l'abito, come già aveva fatto per il primo fidanzamento ufficiale della principessa poi conclusosi con la morte dello sposo prima delle celebrazioni. L'abito avrebbe riportato decori con emblemi di rose, quadrifogli e cardi, simboli della nazione inglese. Silver, rinomato per i suoi disegni in Art Nouveau, si diceva influenzato anche dall'arte giapponese. Nel marzo del 1893, la duchessa e la principessa visitarono la fabbrica della Warner & Sons' a Hollybush Gardens nello Spitalfields, Londra.

## Disegno

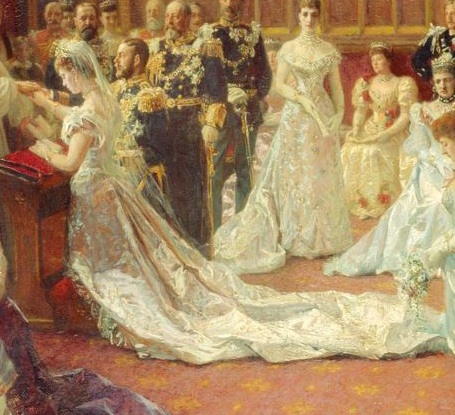
Disegno di Laurits Tuxen

Il vestito venne assemblato da Linton e Curtis di Albemarle Street. Il fronte del vestito era realizzato in satin bianco, con tre piccole cinture di Honiton che già erano servite per il vestito di sua madre. Il bustino, tagliato sulla scollatura, con un broccato bianco e argento creato sempre da Silver,. La coda del vestito era costituita dal velo di sua madre, arricchito da diamanti donati dalla Regina Vittoria. La principessa Maria decise di completare il suo abito con una tiara di diamanti della Regina Vittoria, oltre a una rivière di diamanti donata dal principe e dalla principessa del Galles e orecchini di diamanti, omaggio del principe Giorgio.
I pittori ufficiali al matrimonio reale furono Heinrich von Angeli, Laurits Tuxen e Luke Fildes.